# Danh sách cầu thủ tham dự giải vô địch bóng đá trẻ thế giới 1981

## Bảng A

### Ba Lan
Huấn luyện viên: Waldemar Obrebski
| Số | Vt | Cầu thủ              | Ngày sinh (tuổi)            | Số trận | Câu lạc bộ          |
| -- | -- | -------------------- | --------------------------- | ------- | ------------------- |
| 1  | TM | Józef Wandzik        | 13 tháng 8, 1963 (18 tuổi)  |         | Ruch Chorzów        |
| 2  | TV | Robert Grzanka       | 6 tháng 9, 1962 (19 tuổi)   |         | Motor Lublin        |
| 3  | TV | Zbigniew Kaczmarek   | 1 tháng 6, 1963 (18 tuổi)   |         | Stoczniowiec Gdańsk |
| 4  | HV | Kazimierz Sokołowski | 10 tháng 2, 1963 (18 tuổi)  |         | Pogoń Szczecin      |
| 5  | HV | Henryk Majer         | 29 tháng 1, 1963 (18 tuổi)  |         | Odra Opole          |
| 6  | TV | Ryszard Tarasiewicz  | 27 tháng 4, 1962 (19 tuổi)  |         | Śląsk Wrocław       |
| 7  | HV | Dariusz Wdowczyk     | 25 tháng 9, 1962 (19 tuổi)  |         | Gwardia Warszawa    |
| 8  | TĐ | Jan Urban            | 14 tháng 5, 1962 (19 tuổi)  |         | Zagłębie Sosnowiec  |
| 9  | TĐ | Erwin Koźlik         | 4 tháng 2, 1962 (19 tuổi)   |         | Górnik Zabrze       |
| 10 | TĐ | Dariusz Dziekanowski | 30 tháng 9, 1962 (19 tuổi)  |         | Gwardia Warszawa    |
| 11 | TV | Piotr Rzepka         | 18 tháng 8, 1961 (20 tuổi)  |         | Bałtyk Gdynia       |
| 12 | TM | Jerzy Zajda          | 10 tháng 5, 1963 (18 tuổi)  |         | Zaglebie Wałbrzych  |
| 13 | TV | Jerzy Kowalik        | 15 tháng 10, 1961 (19 tuổi) |         | Wisła Kraków        |
| 14 | HV | Modest Boguszewski   | 8 tháng 1, 1963 (18 tuổi)   |         | Motor Lublin        |
| 15 | TV | Mirosław Pękala      | 15 tháng 10, 1961 (19 tuổi) |         | Śląsk Wrocław       |
| 16 | HV | Roman Geszlecht      | 28 tháng 12, 1961 (19 tuổi) |         | Zagłębie Sosnowiec  |
| 17 | TV | Tadeusz Świątek      | 8 tháng 11, 1961 (19 tuổi)  |         | Wisła Płock         |
| 18 | TĐ | Andrzej Łatka        | 31 tháng 10, 1962 (18 tuổi) |         | Stal Mielec         |

### Qatar
Huấn luyện viên:  Evaristo de Macedo
| Số | Vt | Cầu thủ            | Ngày sinh (tuổi)            | Số trận | Câu lạc bộ |
| -- | -- | ------------------ | --------------------------- | ------- | ---------- |
| 1  | TM | Younes Ahmed       | 17 tháng 8, 1963 (18 tuổi)  |         | Al-Rayyan  |
| 2  | HV | Mohamed Al-Suwaidi | 25 tháng 6, 1962 (19 tuổi)  |         | Al-Arabi   |
| 3  | HV | Abdullah Mubarak   | 5 tháng 8, 1962 (19 tuổi)   |         | Al-Ahli    |
| 4  | HV | Jamal Khalifah     | 4 tháng 12, 1961 (19 tuổi)  |         | Al-Rayyan  |
| 5  | HV | Adel Malallah      | 15 tháng 9, 1961 (20 tuổi)  |         | Al-Ahli    |
| 6  | TV | Sameer Sultan      | 8 tháng 11, 1961 (19 tuổi)  |         | Al-Ahli    |
| 7  | TĐ | Khamis Sultan      | 3 tháng 11, 1961 (19 tuổi)  |         | Al-Rayyan  |
| 8  | TV | Mohammed Afifah    | 7 tháng 12, 1962 (18 tuổi)  |         | Al-Rayyan  |
| 9  | TĐ | Badr Bilal         | 4 tháng 11, 1962 (18 tuổi)  |         | Al-Sadd    |
| 10 | TV | Nasser Salem       | 4 tháng 3, 1962 (19 tuổi)   |         |            |
| 11 | TĐ | Khamis Daham       | 3 tháng 12, 1961 (19 tuổi)  |         | Al-Arabi   |
| 12 | TĐ | Ali Zaid           | 20 tháng 1, 1961 (20 tuổi)  |         | Al-Arabi   |
| 13 | TV | Majed Bakheet      | 4 tháng 10, 1961 (19 tuổi)  |         | Qatar SC   |
| 14 | TV | Ibrahim Khalfan    | 25 tháng 10, 1961 (19 tuổi) |         | Al-Arabi   |
| 15 | TV | Essa Ahmed         | 8 tháng 3, 1963 (18 tuổi)   |         | Al-Ahli    |
| 16 | HV | Khalid Salman      | 5 tháng 4, 1962 (19 tuổi)   |         | Al-Sadd    |
| 17 | TV | Mansour Mubarak    | 9 tháng 10, 1961 (19 tuổi)  |         |            |
| 18 | TM | Ahmad Al-Majed     | 18 tháng 6, 1962 (19 tuổi)  |         | Al-Arabi   |

### Uruguay
Huấn luyện viên: Raúl Bentancor
| Số | Vt | Cầu thủ           | Ngày sinh (tuổi)            | Số trận | Câu lạc bộ        |
| -- | -- | ----------------- | --------------------------- | ------- | ----------------- |
| 1  | TM | Carlos Arias      | 13 tháng 9, 1961 (20 tuổi)  |         | Fénix             |
| 2  | HV | Nelson Gutiérrez  | 13 tháng 4, 1962 (19 tuổi)  |         | Peñarol           |
| 3  | TV | José Enrique Peña | 7 tháng 5, 1963 (18 tuổi)   |         | Huracán Buceo     |
| 4  | TV | Carlos Vásquez    | 12 tháng 3, 1962 (19 tuổi)  |         | Bella Vista       |
| 5  | TV | Carlos Berrueta   | 21 tháng 8, 1961 (20 tuổi)  |         | Danubio           |
| 6  | TV | Carlos Melián     | 5 tháng 9, 1961 (20 tuổi)   |         | Wanderers         |
| 7  | TĐ | Carlos Aguilera   | 21 tháng 9, 1964 (17 tuổi)  |         | Nacional          |
| 8  | TV | Javier López Báez | 19 tháng 7, 1962 (19 tuổi)  |         | River Plate       |
| 9  | TĐ | Jorge da Silva    | 11 tháng 12, 1961 (19 tuổi) |         | Defensor Sporting |
| 10 | TV | Enzo Francescoli  | 12 tháng 11, 1961 (19 tuổi) |         | Wanderers         |
| 11 | TĐ | Jorge Villazán    | 5 tháng 10, 1962 (18 tuổi)  |         | Nacional          |
| 12 | TM | Javier Zeoli      | 2 tháng 5, 1962 (19 tuổi)   |         | Danubio           |
| 13 |    | Eduardo Linaris   | 26 tháng 4, 1962 (19 tuổi)  |         | River Plate       |
| 14 | TV | Gustavo Ancheta   | 21 tháng 11, 1963 (17 tuổi) |         | Miramar Misiones  |
| 15 | HV | José Batista      | 6 tháng 3, 1962 (19 tuổi)   |         | Cerro             |
| 16 | TV | Yubert Lemos      | 12 tháng 6, 1962 (19 tuổi)  |         | Nacional          |
| 17 | TĐ | Adolfo Barán      | 22 tháng 11, 1961 (19 tuổi) |         | Rentistas         |
| 18 |    | Alexis Noble      | 5 tháng 5, 1963 (18 tuổi)   |         | Peñarol           |

### Hoa Kỳ
Huấn luyện viên: Walt Chyzowych
| Số | Vt | Cầu thủ          | Ngày sinh (tuổi)            | Số trận | Câu lạc bộ                   |
| -- | -- | ---------------- | --------------------------- | ------- | ---------------------------- |
| 1  | TM | Craig Scarpelli  | 17 tháng 9, 1963 (18 tuổi)  |         | University of Tampa          |
| 2  | HV | Al Smith         | 6 tháng 10, 1962 (18 tuổi)  |         |                              |
| 3  | HV | Chris Hundelt    | 7 tháng 6, 1963 (18 tuổi)   |         |                              |
| 4  | HV | Jay Ainslie      | 13 tháng 9, 1961 (20 tuổi)  |         |                              |
| 5  | HV | Tom Gardiner     | 19 tháng 9, 1962 (19 tuổi)  |         | Philadelphia Fever           |
| 6  | TV | George Fernandez | 29 tháng 10, 1961 (19 tuổi) |         | Cal State Hayward Pioneers   |
| 7  | TĐ | Tom Kain         | 7 tháng 1, 1963 (18 tuổi)   |         | Duke Blue Devils             |
| 8  | TV | Keith Meyer      | 21 tháng 9, 1961 (20 tuổi)  |         |                              |
| 9  | TĐ | Dave Lischner    | 18 tháng 12, 1962 (18 tuổi) |         | Philadelphia Fever           |
| 10 | TV | Todd Saldana     | 15 tháng 11, 1962 (18 tuổi) |         | Los Angeles Aztecs           |
| 11 | TĐ | Darryl Gee       | 6 tháng 6, 1963 (18 tuổi)   |         | New York Cosmos              |
| 12 | TĐ | Mark Devey       | 6 tháng 6, 1963 (18 tuổi)   |         | Moravian Academy             |
| 13 | TV | Daryl Doran      | 29 tháng 3, 1963 (18 tuổi)  |         | Saint Louis Louis Billikens  |
| 14 | TV | John Stollmeyer  | 25 tháng 10, 1962 (18 tuổi) |         | Thomas Jefferson High School |
| 15 | TĐ | Peter Jianette   | 11 tháng 2, 1963 (18 tuổi)  |         | New York Arrows              |
| 16 | TĐ | Steve McLean     | 31 tháng 10, 1961 (19 tuổi) |         | Philadelphia Textile         |
| 17 | TĐ | Amr Aly          | 8 tháng 1, 1962 (19 tuổi)   |         | Columbia Lions               |
| 18 | TM | Mark White       | 5 tháng 12, 1961 (19 tuổi)  |         | Philadelphia Fever           |

## Bảng B

### Brasil
Huấn luyện viên: Vavá
| Số | Vt | Cầu thủ       | Ngày sinh (tuổi)            | Số trận | Câu lạc bộ          |
| -- | -- | ------------- | --------------------------- | ------- | ------------------- |
| 1  | TM | Pereira       | 8 tháng 2, 1962 (19 tuổi)   |         | Atlético Mineiro    |
| 2  | HV | Luiz Antônio  | 25 tháng 9, 1961 (20 tuổi)  |         | São Bento           |
| 3  | HV | Mauro Galvão  | 19 tháng 12, 1961 (19 tuổi) |         | Internacional       |
| 4  | HV | Paulo Roberto | 27 tháng 1, 1962 (19 tuổi)  |         | Grêmio              |
| 5  | HV | Júlio César   | 8 tháng 3, 1963 (18 tuổi)   |         | Guarani             |
| 6  | TV | Nelsinho      | 31 tháng 12, 1962 (18 tuổi) |         | São Paulo           |
| 7  | TĐ | Cacau         | 20 tháng 11, 1962 (18 tuổi) |         | Goiás               |
| 8  | TV | Josimar       | 19 tháng 9, 1961 (20 tuổi)  |         | Botafogo            |
| 9  | TĐ | Marcelo       | 19 tháng 2, 1963 (18 tuổi)  |         | Guarani             |
| 10 | TV | Leomir        | 18 tháng 12, 1961 (19 tuổi) |         | Coritiba            |
| 11 | TĐ | Djalma Bahia  | 9 tháng 4, 1962 (19 tuổi)   |         | Matsubara           |
| 12 | TM | Bourguignon   | 26 tháng 4, 1962 (19 tuổi)  |         | Atlético Mineiro    |
| 13 |    | Partala       | 25 tháng 9, 1962 (19 tuổi)  |         | Matsubara           |
| 14 | TV | Paulo César   | 5 tháng 6, 1963 (18 tuổi)   |         | Grêmio              |
| 15 | TV | Geovani       | 6 tháng 4, 1964 (17 tuổi)   |         | Desportiva Capixaba |
| 16 | TĐ | Ronaldo       | 14 tháng 3, 1962 (19 tuổi)  |         | Flamengo            |
| 17 |    | Pedro Verdum  | 20 tháng 8, 1963 (18 tuổi)  |         | Internacional       |
| 18 | TM | Brigatti      | 14 tháng 3, 1964 (17 tuổi)  |         | Ponte Preta         |

### Ý
Huấn luyện viên: Italo Acconcia
| Số | Vt | Cầu thủ            | Ngày sinh (tuổi)            | Số trận | Câu lạc bộ        |
| -- | -- | ------------------ | --------------------------- | ------- | ----------------- |
| 1  | TM | Carlo Riccetelli   | 2 tháng 1, 1962 (19 tuổi)   |         | Empoli            |
| 2  | HV | Pasquale Bruno     | 9 tháng 6, 1962 (19 tuổi)   |         | Lecce             |
| 3  | TV | Andrea Icardi      | 14 tháng 6, 1963 (18 tuổi)  |         | Milan             |
| 4  | TV | Andrea Manzo       | 5 tháng 11, 1961 (19 tuổi)  |         | Sampdoria         |
| 5  | HV | Riccardo Ferri     | 20 tháng 8, 1963 (18 tuổi)  |         | Internazionale    |
| 6  | HV | Domenico Progna    | 7 tháng 8, 1963 (18 tuổi)   |         | Lecce             |
| 7  | HV | Pietro Mariani     | 9 tháng 6, 1962 (19 tuổi)   |         | Torino            |
| 8  | TV | Giovanni Koetting  | 10 tháng 3, 1962 (19 tuổi)  |         | SPAL              |
| 9  | TĐ | Giuseppe Galderisi | 22 tháng 3, 1963 (18 tuổi)  |         | Juventus          |
| 10 | TV | Francesco Mileti   | 27 tháng 5, 1962 (19 tuổi)  |         | Lecce             |
| 11 | TĐ | Gianfranco Cinello | 8 tháng 4, 1962 (19 tuổi)   |         | Udinese           |
| 12 | TM | Giulio Drago       | 25 tháng 6, 1962 (19 tuổi)  |         | Juventus          |
| 13 | HV | Roberto Fontanini  | 29 tháng 5, 1962 (19 tuổi)  |         | Monza             |
| 14 | HV | Ubaldo Righetti    | 1 tháng 3, 1963 (18 tuổi)   |         | Roma              |
| 15 | TV | Marcello Gamberini | 10 tháng 10, 1961 (19 tuổi) |         | Catania           |
| 16 | HV | Fausto Pari        | 15 tháng 9, 1962 (19 tuổi)  |         | Parma             |
| 17 | TV | Dario Donà         | 17 tháng 9, 1961 (20 tuổi)  |         | Lanerossi Vicenza |
| 18 | TĐ | Nicola Coppola     | 1 tháng 10, 1962 (19 tuổi)  |         | Reggina           |

### Hàn Quốc
Huấn luyện viên: Park Jong-Hwan
| Số | Vt | Cầu thủ         | Ngày sinh (tuổi)            | Số trận | Câu lạc bộ                           |
| -- | -- | --------------- | --------------------------- | ------- | ------------------------------------ |
| 1  | TM | Choi In-Young   | 5 tháng 3, 1962 (19 tuổi)   |         | Seoul Metropolitan Government        |
| 2  | HV | Kim Man-Kil     | 4 tháng 1, 1962 (19 tuổi)   |         | Seoul Physical Education High School |
| 3  | HV | Choi Jong-Hak   | 10 tháng 5, 1962 (19 tuổi)  |         | Seoul National University            |
| 4  | TV | Jun Jong-Son    | 15 tháng 2, 1962 (19 tuổi)  |         | Seoul Metropolitan Government        |
| 5  | HV | Yoon Yong-Seung | 8 tháng 1, 1962 (19 tuổi)   |         | Kyung Hee University                 |
| 6  | TV | Kim Sung-Ki     | 21 tháng 11, 1961 (19 tuổi) |         | Hanyeong High School                 |
| 7  | TM | Lee Joo-Han     | 27 tháng 4, 1962 (19 tuổi)  |         | Paichai High School                  |
| 8  | HV | Kang Yong-Kook  | 17 tháng 11, 1961 (19 tuổi) |         | Yanggok High School                  |
| 9  | TV | Kim Kyung-Ho    | 22 tháng 3, 1963 (18 tuổi)  |         | POSCO                                |
| 10 | TV | Jun Kwang-Woon  | 10 tháng 9, 1961 (20 tuổi)  |         | Chungnam National University         |
| 11 | TV | Kang Deuk-Soo   | 16 tháng 8, 1961 (20 tuổi)  |         | Yonsei University                    |
| 12 | TV | Kim Sam-Soo     | 8 tháng 2, 1963 (18 tuổi)   |         | Daejeon Commercial High School       |
| 13 | TĐ | Choi Soon-Ho    | 10 tháng 1, 1962 (19 tuổi)  |         | POSCO                                |
| 14 | TĐ | Kim Suk-Won     | 7 tháng 11, 1961 (19 tuổi)  |         | Korea University                     |
| 15 | TĐ | Baek Chi-Soo    | 3 tháng 9, 1962 (19 tuổi)   |         | Hanyang University                   |
| 16 | TĐ | Choi Chul-Hee   | 3 tháng 10, 1962 (19 tuổi)  |         | Dong-A University                    |
| 17 | TĐ | Lee Kyung-Nam   | 14 tháng 11, 1961 (19 tuổi) |         | Shinheung High School                |
| 18 | TĐ | Kwak Sung-Ho    | 24 tháng 12, 1961 (19 tuổi) |         | Moonil High School                   |

### România
Huấn luyện viên: Constantin Cernăianu
| Số | Vt | Cầu thủ             | Ngày sinh (tuổi)            | Số trận | Câu lạc bộ          |
| -- | -- | ------------------- | --------------------------- | ------- | ------------------- |
| 1  | TM | Iosif Lovas         | 7 tháng 5, 1962 (19 tuổi)   |         | UTA Arad            |
| 2  | HV | Gheorghe Viscreanu  | 19 tháng 8, 1961 (20 tuổi)  |         | Sport Club Bacău    |
| 3  | HV | Ioan Andone         | 15 tháng 3, 1960 (21 tuổi)  |         | Corvinul Hunedoara  |
| 4  | HV | Augustin Eduard     | 1 tháng 8, 1962 (19 tuổi)   |         | Argeș Pitești       |
| 5  | HV | Mircea Rednic       | 9 tháng 4, 1962 (19 tuổi)   |         | Corvinul Hunedoara  |
| 6  | TV | Costel Ilie         | 19 tháng 9, 1961 (20 tuổi)  |         | ASA Târgu Mureș     |
| 7  | TĐ | Dorel Zamfir        | 30 tháng 9, 1961 (20 tuổi)  |         | Dinamo București    |
| 8  | TV | Gavril Balint       | 3 tháng 1, 1963 (18 tuổi)   |         | Steaua București    |
| 9  | TĐ | Stere Sertov        | 15 tháng 2, 1963 (18 tuổi)  |         | Steaua București    |
| 10 | TV | Mihăiță Hanghiuc    | 7 tháng 11, 1961 (19 tuổi)  |         | FCM Galați          |
| 11 | TĐ | Romulus Gabor       | 14 tháng 10, 1961 (19 tuổi) |         | Corvinul Hunedoara  |
| 12 | TM | Constantin Gârjoabă | 18 tháng 6, 1963 (18 tuổi)  |         | Progresul București |
| 13 | HV | Marin Matei         | 5 tháng 10, 1961 (19 tuổi)  |         | Olt Scornicești     |
| 14 | HV | Doru Vuscan         | 19 tháng 11, 1962 (18 tuổi) |         | UTA Arad            |
| 15 | HV | Cornel Fâșic        | 29 tháng 5, 1962 (19 tuổi)  |         | Sport Club Bacău    |
| 16 | TV | Decebal Balaur      | 26 tháng 12, 1961 (19 tuổi) |         | Argeș Pitești       |
| 17 | TĐ | Mircea Bolba        | 31 tháng 10, 1961 (19 tuổi) |         | ASA Târgu Mureș     |
| 18 | TV | Horațiu Lasconi     | 8 tháng 4, 1963 (18 tuổi)   |         | Jiul Petroșani      |

## Bảng C

### Ai Cập
Huấn luyện viên: 
| Số | Vt | Cầu thủ             | Ngày sinh (tuổi)            | Số trận | Câu lạc bộ            |
| -- | -- | ------------------- | --------------------------- | ------- | --------------------- |
| 1  | TM | Mohamed Ashour      | 12 tháng 10, 1961 (19 tuổi) |         | Al-Masry              |
| 2  | HV | Moustafa Abouldahab | 15 tháng 12, 1961 (19 tuổi) |         | Al-Ahly               |
| 3  | HV | Khaled El Amshati   | 22 tháng 1, 1964 (17 tuổi)  |         | El-Mansoura           |
| 4  | TV | Mohamed Helmi       | 29 tháng 10, 1962 (18 tuổi) |         | Al-Zamalek            |
| 5  | HV | Osama Abbas         | 6 tháng 2, 1962 (19 tuổi)   |         | Al-Ahly               |
| 6  | HV | Hamada Sedki        | 25 tháng 8, 1961 (20 tuổi)  |         | Al-Ahly               |
| 7  | TV | Hisham Saleh        | 4 tháng 5, 1962 (19 tuổi)   |         | El-Mokawloon El-Arab  |
| 8  | TV | Khamis Hassan       | 1 tháng 3, 1963 (18 tuổi)   |         | Al-Ittihad Alexandria |
| 9  | TĐ | Tarek Soliman       | 24 tháng 1, 1962 (19 tuổi)  |         | Al-Masry              |
| 10 | TĐ | Khaled El Kamash    | 23 tháng 5, 1962 (19 tuổi)  |         | Al-Ismaily            |
| 11 | HV | Atef El Sayed       | 15 tháng 3, 1962 (19 tuổi)  |         |                       |
| 12 | TĐ | Taher Abouzeid      | 10 tháng 4, 1962 (19 tuổi)  |         | Al-Ahly               |
| 13 | HV | Hisham Berto        | 1 tháng 3, 1962 (19 tuổi)   |         |                       |
| 14 | TV | Alaa Mayhoub        | 9 tháng 1, 1962 (19 tuổi)   |         | Al-Ahly               |
| 15 | TV | Sherif El Kashab    | 25 tháng 9, 1961 (20 tuổi)  |         | Ghazl El-Mahalla      |
| 16 | HV | Mohamed Hashish     | 25 tháng 10, 1962 (18 tuổi) |         | Al-Ahly               |
| 17 | TM | Mohamed Hozain      | 21 tháng 4, 1962 (19 tuổi)  |         |                       |
| 18 | TM | Fawzi El Tawil      | 2 tháng 12, 1961 (19 tuổi)  |         | Al-Zamalek            |

### México
Huấn luyện viên: Alfonso Bồ Đào Nha
| Số | Vt | Cầu thủ             | Ngày sinh (tuổi)            | Số trận | Câu lạc bộ         |
| -- | -- | ------------------- | --------------------------- | ------- | ------------------ |
| 1  | TM | Adrián Chávez       | 27 tháng 6, 1962 (19 tuổi)  |         | Atlético Español   |
| 2  | HV | Francisco Chávez    | 4 tháng 10, 1958 (22 tuổi)  |         | Atlas              |
| 3  | HV | Aarón Aguirre       | 8 tháng 1, 1959 (22 tuổi)   |         | Coyotes Neza       |
| 4  | HV | Luis Dominguez      | 12 tháng 8, 1962 (19 tuổi)  |         | America            |
| 5  | HV | Raúl Servín         | 29 tháng 4, 1963 (18 tuổi)  |         | Pumas UNAM         |
| 6  | HV | Ángel Martínez      | 1 tháng 5, 1963 (18 tuổi)   |         | Atlético Español   |
| 7  | TV | Carlos Muñoz        | 8 tháng 9, 1962 (19 tuổi)   |         | La Laguna          |
| 8  | TV | José Curiel         | 11 tháng 12, 1962 (18 tuổi) |         | Atlétas Campesinos |
| 9  | TĐ | José Luis Herrera   | 17 tháng 10, 1962 (18 tuổi) |         | Deportivo Neza     |
| 10 | TĐ | Agustín Coss        | 23 tháng 5, 1962 (19 tuổi)  |         | Atlético Español   |
| 11 | TĐ | Ildefonso Ríos      | 23 tháng 1, 1962 (19 tuổi)  |         | La Laguna          |
| 12 | TM | Silvino Escobedo    | 26 tháng 1, 1961 (20 tuổi)  |         | Cruz Azul          |
| 13 | TV | Gonzalo Farfán      | 25 tháng 2, 1961 (20 tuổi)  |         | Atlante            |
| 14 | TV | José María Guillén  | 18 tháng 4, 1962 (19 tuổi)  |         | Guadalajara        |
| 15 | TV | Ramón Pereda        | 6 tháng 2, 1962 (19 tuổi)   |         | Cruz Azul          |
| 16 | TĐ | José Enrique Vaca   | 15 tháng 5, 1962 (19 tuổi)  |         | Atlético Español   |
| 17 | TĐ | José Antonio Alonso | 11 tháng 9, 1962 (19 tuổi)  |         | Atlético Español   |
| 18 | TV | Gerardo Coría       | 12 tháng 7, 1962 (19 tuổi)  |         | Pumas UNAM         |

### Tây Ban Nha
Huấn luyện viên: Jesús María Pereda
| Số | Vt | Cầu thủ             | Ngày sinh (tuổi)            | Số trận | Câu lạc bộ        |
| -- | -- | ------------------- | --------------------------- | ------- | ----------------- |
| 1  | TM | Fernando Peralta    | 15 tháng 8, 1961 (20 tuổi)  |         | Málaga            |
| 2  | HV | Alberto Vallina     | 11 tháng 11, 1961 (19 tuổi) |         | Sporting Gijón    |
| 3  | HV | Jorge Fabregat      | 4 tháng 12, 1961 (19 tuổi)  |         | Terrassa          |
| 4  | HV | Narcís Julià        | 24 tháng 4, 1963 (18 tuổi)  |         | Gerona            |
| 5  | TV | Francisco López     | 1 tháng 11, 1962 (18 tuổi)  |         | Sevilla           |
| 6  | TV | José Manuel Lacalle | 30 tháng 4, 1962 (19 tuổi)  |         | Real Sociedad     |
| 7  | TĐ | Alfonso Martínez    | 2 tháng 2, 1962 (19 tuổi)   |         | Castilla          |
| 8  | TV | Reces Casero        | 20 tháng 3, 1962 (19 tuổi)  |         | Hércules          |
| 9  | TĐ | Chano               | 18 tháng 8, 1961 (20 tuổi)  |         | Cádiz             |
| 10 | TĐ | Sebastián Nadal     | 3 tháng 10, 1963 (18 tuổi)  |         | Atlético Madrid B |
| 11 | TĐ | Chalo               | 1 tháng 3, 1962 (19 tuổi)   |         | Tenerife          |
| 12 | TV | Roberto Marina      | 28 tháng 8, 1961 (20 tuổi)  |         | Atlético Madrid B |
| 13 | TV | José Ramón Romo     | 12 tháng 10, 1963 (17 tuổi) |         | Real Betis        |
| 14 | TV | Tolo Ocaña          | 2 tháng 8, 1961 (20 tuổi)   |         | Albacete          |
| 15 | TM | Manuel Ruiz         | 3 tháng 12, 1962 (18 tuổi)  |         | Jerez             |
| 16 | HV | Javi Rodríguez      | 28 tháng 8, 1962 (19 tuổi)  |         | Real Valladolid   |
| 17 | HV | Francis Rodríguez   | 28 tháng 12, 1962 (18 tuổi) |         | Real Madrid       |
| 18 | HV | Antonio Iriarte     | 5 tháng 3, 1962 (19 tuổi)   |         | Barcelona         |

### Tây Đức
Huấn luyện viên: Dietrich Weise
| Số | Vt | Cầu thủ           | Ngày sinh (tuổi)            | Số trận | Câu lạc bộ             |
| -- | -- | ----------------- | --------------------------- | ------- | ---------------------- |
| 1  | TM | Rüdiger Vollborn  | 12 tháng 2, 1963 (18 tuổi)  |         | Bayer Leverkusen       |
| 2  | HV | Helmut Winklhofer | 27 tháng 8, 1961 (20 tuổi)  |         | Bayern Munich          |
| 3  | HV | Anton Schmidkunz  | 3 tháng 1, 1963 (18 tuổi)   |         | 1860 Munich            |
| 4  | HV | Michael Nushöhr   | 14 tháng 8, 1962 (19 tuổi)  |         | 1. FC Saarbrücken      |
| 5  | TV | Martin Trieb      | 23 tháng 9, 1961 (20 tuổi)  |         | Eintracht Frankfurt    |
| 6  | TV | Michael Zorc      | 25 tháng 8, 1962 (19 tuổi)  |         | Borussia Dortmund      |
| 7  | TV | Thomas Brunner    | 10 tháng 8, 1962 (19 tuổi)  |         | 1. FC Nürnberg         |
| 8  | TĐ | Holger Anthes     | 9 tháng 8, 1962 (19 tuổi)   |         | Eintracht Frankfurt    |
| 9  | TĐ | Thomas Herbst     | 5 tháng 10, 1962 (18 tuổi)  |         | Bayern Munich          |
| 10 | HV | Ralf Loose        | 5 tháng 1, 1963 (18 tuổi)   |         | Borussia Dortmund      |
| 11 | TĐ | Roland Wohlfarth  | 11 tháng 1, 1963 (18 tuổi)  |         | MSV Duisburg           |
| 12 | TM | Rainer Wilk       | 22 tháng 11, 1963 (17 tuổi) |         | Arminia Bielefeld      |
| 13 | TV | Alfred Schön      | 13 tháng 1, 1962 (19 tuổi)  |         | Waldhof Mannheim       |
| 14 | TV | Ingo Aulbach      | 5 tháng 8, 1962 (19 tuổi)   |         | Viktoria Aschaffenburg |
| 15 | TV | Ralf Sievers      | 30 tháng 10, 1961 (19 tuổi) |         | Lüneburger SK          |
| 16 | TĐ | Axel Brummer      | 25 tháng 11, 1961 (19 tuổi) |         | 1. FC Kaiserslautern   |
| 17 | TV | Bernhard Scharold | 20 tháng 9, 1962 (19 tuổi)  |         | Hamburger SV           |
| 18 | TĐ | Martin Hermann    | 14 tháng 1, 1963 (18 tuổi)  |         | 1. FC Nürnberg         |

## Bảng D

### Argentina
Huấn luyện viên: Roberto Saporiti
| Số | Vt | Cầu thủ           | Ngày sinh (tuổi)            | Số trận | Câu lạc bộ         |
| -- | -- | ----------------- | --------------------------- | ------- | ------------------ |
| 1  | TM | Sergio Goycochea  | 17 tháng 10, 1963 (17 tuổi) |         | Defensores Unidos  |
| 2  | HV | Sergio Giovagnoli | 23 tháng 2, 1962 (19 tuổi)  |         | Newell's Old Boys  |
| 3  | HV | Jorge Gordillo    | 27 tháng 1, 1962 (19 tuổi)  |         | River Plate        |
| 4  | HV | José Eduardo Alul | 22 tháng 4, 1963 (18 tuổi)  |         | Gimnasia Jujuy     |
| 5  | TV | Gerardo Martino   | 20 tháng 11, 1962 (18 tuổi) |         | Newell's Old Boys  |
| 6  | HV | Gustavo Paredes   | 19 tháng 3, 1962 (19 tuổi)  |         |                    |
| 7  | TĐ | Juan Ramón Comas  | 2 tháng 10, 1962 (19 tuổi)  |         | Unión de Santa Fe  |
| 8  | TĐ | Jorge Burruchaga  | 9 tháng 10, 1962 (18 tuổi)  |         | Arsenal de Sarandí |
| 9  | TV | Enrique Borrelli  | 8 tháng 4, 1962 (19 tuổi)   |         | River Plate        |
| 10 | TV | Claudio Morresi   | 30 tháng 4, 1962 (19 tuổi)  |         | Huracán            |
| 11 | HV | Carlos Mendoza    | 13 tháng 1, 1962 (19 tuổi)  |         |                    |
| 12 | TM | Sergio Genaro     | 12 tháng 7, 1962 (19 tuổi)  |         | Boca Juniors       |
| 13 | HV | Néstor Clausen    | 29 tháng 9, 1962 (19 tuổi)  |         | Independiente      |
| 14 | TV | Cayetano Palermo  | 27 tháng 8, 1961 (20 tuổi)  |         |                    |
| 15 | TV | Carlos Tapia      | 20 tháng 8, 1962 (19 tuổi)  |         | River Plate        |
| 16 | TĐ | Juan José Urruti  | 24 tháng 5, 1962 (19 tuổi)  |         | Racing de Córdoba  |
| 17 | TĐ | Claudio García    | 24 tháng 8, 1963 (18 tuổi)  |         | Huracán            |
| 18 | TV | Jorge Cecchi      | 15 tháng 5, 1963 (18 tuổi)  |         | Boca Juniors       |

### Úc
Huấn luyện viên: Les Scheinflug
| Số | Vt | Cầu thủ           | Ngày sinh (tuổi)            | Số trận | Câu lạc bộ                    |
| -- | -- | ----------------- | --------------------------- | ------- | ----------------------------- |
| 1  | TM | Glen Ahearn       | 13 tháng 2, 1962 (19 tuổi)  |         | Sydney City                   |
| 2  | HV | Robert Wheatley   | 17 tháng 5, 1962 (19 tuổi)  |         | Blacktown City                |
| 3  | TĐ | Howard Tredinnick | 23 tháng 2, 1962 (19 tuổi)  |         | Newcastle KB United           |
| 4  | HV | Steven Blair      | 28 tháng 12, 1961 (19 tuổi) |         | South Melbourne               |
| 5  | TV | Oscar Crino       | 9 tháng 8, 1962 (19 tuổi)   |         | Australian Institute of Sport |
| 6  | TV | Paul Kay          | 18 tháng 5, 1962 (19 tuổi)  |         | Wollongong City               |
| 7  | TĐ | Ian Hunter        | 10 tháng 8, 1961 (20 tuổi)  |         | Marconi Fairfield             |
| 8  | TV | Peter Raskopoulos | 22 tháng 2, 1962 (19 tuổi)  |         | Sydney Olympic                |
| 9  | TĐ | David Mitchell    | 13 tháng 6, 1962 (19 tuổi)  |         | Adelaide City                 |
| 10 | TV | Grant Lee         | 19 tháng 10, 1961 (19 tuổi) |         | Sydney City                   |
| 11 | TĐ | Fabio Incantalupo | 30 tháng 12, 1963 (17 tuổi) |         | Melbourne Juventus            |
| 12 | HV | David Skeen       | 13 tháng 1, 1962 (19 tuổi)  |         | St. George                    |
| 13 | HV | Brett Woods       | 4 tháng 4, 1963 (18 tuổi)   |         | Sydney City                   |
| 14 | TV | Mark Koussas      | 9 tháng 1, 1963 (18 tuổi)   |         | Sydney Olympic                |
| 15 | TV | Jim Patikas       | 18 tháng 10, 1963 (17 tuổi) |         | Sydney City                   |
| 16 | TV | Dennis Colusso    | 2 tháng 11, 1961 (19 tuổi)  |         | Marconi Fairfield             |
| 17 | TV | John Little       | 14 tháng 4, 1962 (19 tuổi)  |         | Preston Makedonia             |
| 18 | TM | Dennis Ivanac     | 29 tháng 6, 1963 (18 tuổi)  |         | Australian Institute of Sport |

### Cameroon
Huấn luyện viên:
| Số | Vt | Cầu thủ             | Ngày sinh (tuổi)            | Số trận | Câu lạc bộ       |
| -- | -- | ------------------- | --------------------------- | ------- | ---------------- |
| 1  | TM | Pierre Yombo        | 8 tháng 10, 1961 (19 tuổi)  |         |                  |
| 2  | TV | Louis-Paul Mfédé    | 26 tháng 2, 1961 (20 tuổi)  |         | Canon Yaoundé    |
| 3  | TV | Elie Onana          |                             |         | Federal Foumban  |
| 4  | HV | Sunday Nji          | 24 tháng 10, 1961 (19 tuổi) |         |                  |
| 5  | TV | André Kopla         | 20 tháng 12, 1961 (19 tuổi) |         |                  |
| 6  | HV | Omer Nyamsi         | 9 tháng 9, 1962 (19 tuổi)   |         | Union Douala     |
| 7  | HV | Gaston Kwedi        | 12 tháng 2, 1962 (19 tuổi)  |         |                  |
| 8  | HV | Stéphane Macky      | 2 tháng 4, 1962 (19 tuổi)   |         |                  |
| 9  | TĐ | Michel Wamba        | 11 tháng 9, 1961 (20 tuổi)  |         |                  |
| 10 | TV | Ernest Ebongue      | 15 tháng 5, 1962 (19 tuổi)  |         | Tonnerre Yaoundé |
| 11 | TĐ | Bonaventure Djonkep | 20 tháng 8, 1961 (20 tuổi)  |         | Union Douala     |
| 12 | TĐ | Alain Eyobo         | 17 tháng 10, 1961 (19 tuổi) |         | Dynamo Douala    |
| 13 | HV | Hermann Kingué      | 21 tháng 9, 1961 (20 tuổi)  |         |                  |
| 14 | TV | Alexandre Belinga   | 25 tháng 8, 1962 (19 tuổi)  |         |                  |
| 15 | TĐ | Bertin Ollé Ollé    | 18 tháng 10, 1963 (17 tuổi) |         | Tonnerre Yaoundé |
| 16 | TM | Mathias Ebongué     | 28 tháng 4, 1962 (19 tuổi)  |         |                  |
| 17 | TV | David Dibongué      | 18 tháng 10, 1961 (19 tuổi) |         |                  |
| 18 | HV | Engelbert Mbarga    | 31 tháng 10, 1962 (18 tuổi) |         |                  |

### Anh
Huấn luyện viên: John Cartwright
| Số | Vt | Cầu thủ        | Ngày sinh (tuổi)            | Số trận | Câu lạc bộ          |
| -- | -- | -------------- | --------------------------- | ------- | ------------------- |
| 1  | TM | Mark Kendall   | 12 tháng 10, 1961 (19 tuổi) |         | Aston Villa         |
| 2  | TV | Paul Allen     | 28 tháng 8, 1962 (19 tuổi)  |         | West Ham United     |
| 3  | HV | Neil Banfield  | 20 tháng 1, 1962 (19 tuổi)  |         | Crystal Palace      |
| 4  | TV | Geoff Dey      | 11 tháng 1, 1964 (17 tuổi)  |         | Sheffield United    |
| 5  | TV | John Cooke     | 25 tháng 4, 1962 (19 tuổi)  |         | Sunderland          |
| 6  | HV | Phil Crosby    | 9 tháng 11, 1962 (18 tuổi)  |         | Grimsby Town        |
| 7  | TV | Tony Finnigan  | 17 tháng 10, 1962 (18 tuổi) |         | Fulham              |
| 8  | HV | Colin Greenall | 30 tháng 12, 1963 (17 tuổi) |         | Blackpool           |
| 9  | TĐ | Steve Kinsey   | 2 tháng 1, 1963 (18 tuổi)   |         | Manchester City     |
| 10 | TĐ | Ian Muir       | 5 tháng 5, 1963 (18 tuổi)   |         | Queens Park Rangers |
| 11 | TV | Kevin Gage     | 21 tháng 4, 1964 (17 tuổi)  |         | Wimbledon           |
| 12 | TV | Andy Peake     | 1 tháng 11, 1961 (19 tuổi)  |         | Leicester City      |
| 13 | TM | Andy Gosney    | 8 tháng 11, 1963 (17 tuổi)  |         | Portsmouth          |
| 14 | TV | Stewart Robson | 6 tháng 11, 1964 (16 tuổi)  |         | Arsenal             |
| 15 | HV | Peter Southey  | 4 tháng 1, 1962 (19 tuổi)   |         | Tottenham Hotspur   |
| 16 | TĐ | Mike Small     | 2 tháng 2, 1962 (19 tuổi)   |         | Luton Town          |
| 17 | TĐ | Danny Wallace  | 21 tháng 1, 1964 (17 tuổi)  |         | Southampton         |
| 18 | TV | Neil Webb      | 14 tháng 1, 1963 (18 tuổi)  |         | Reading             |